# Kabul Dreams
Kabul Dreams este prima formație de muzică rock din Afganistan. Toți membrii au trăit în afara Afganistanului în timpul erei Taliban, dar s-au întors în țară după terminarea acesteia. Vocalistul Sulaymon Qardash a trăit în Uzbekistan, iar basistul Siddique Ahmad a trăit în Pakistan. Toboșarul Mujtaba Habibi s-a născut în Iran din părinți afgani. Membrii formației veneau din regiuni diferite ale Afganistanului și vorbeau limbi diferite, așa că au decis să cânte în engleză.
Grupul plănuia să lanseze albumul de debut în 2010.